# ایراندخت (مجموعه تلویزیونی)
ایراندخت مجموعه تلویزیونی محصول سال ۱۳۹۶ ایران به کارگردانی محمدرضا ورزی، نویسندگی محمدرضا ورزی و زهرا عاملی و تهیه‌کنندگی مصطفی شریفی می‌باشد. سریال ایراندخت یک درام عاشقانه است که به روایت قصه‌ای در دوران معاصر تاریخ ایران می‌پردازد. تیتراژ این سریال را سالار عقیلی خوانده‌است. پخش این مجموعه ۲۷ قسمتی اولین بار در ۳۱ فروردین ۱۳۹۷ از شبکه یک صورت گرفته‌است.

## نقد و بررسی
این سریال تاریخی را محمدرضا ورزی کارگردانی کرده است که شاید پیش از این بیشتر با نام مجموعهٔ تلویزیونی معمای شاه شناخته می‌شد؛ مجموعه‌ای که همانند ایراندخت باز هم چندان از حافظهٔ نسل معاصر جامعه فاصله نداشت و همین امر موافقان و مخالفان سرسختی را برای این مجموعه تدارک دیده بود.
در کارنامه‌ی ورزی، بیش از هرچیز، سریال‌های تاریخی جلب نظر می‌کنند. سریال‌هایی با مضامینی از تاریخ نه چندان کهن ایران زمین. مجموعه‌هایی همچون «سال‌های مشروطه»، «عمارت فرنگی»، «تبریز در مه»، «پدرخوانده»، سینمایی«مظفرنامه» و نهایتاً «ایراندخت». که هیچ‌کدام چندان از مشروطه به عقب‌تر برنمی‌گردند و به نوعی روایت‌گر تاریخ سیاسی معاصری هستند که به جامعه‌ی سیاسی فعلی ایران، ختم شده است.
در «ایراندخت» نیز روایت با سالهای مشروطه، قیام ستارخان، ماجراهای تبریز و هم‌زمان اعدام شیخ فضل‌الله در تهران و حتی نقش فراماسونری در این میان، آغاز شده است. اما در بطن این روایت تاریخی از مشروطه، که پیشتر هم برای محمدرضا ورزی، دستمایه‌ی ساخت سریال قرار گرفته است، تم و زمینه‎ای عاشقانه تدارک دیده شده است که از اولین فریم‌های سریال، آغاز و تثبیت شد. در خلاصه داستان و اخبار از پیش اعلام شده‌ی سریال آمده بود: «روایتی تاریخی از دلاوری‌ها و پایمردی‌های ستارخان، دوستان و هم پیمانان اوست و به زندگی این بزرگ مرد تاریخ ایران می پردازد.» اما محمدرضا ورزی کارگردان «معمای شاه» درباره‌ی تفاوت‌های «ستارخان» با سایر کارهایش در مصاحبه‌ی دیگری بیان کرده است که «در سریال «ستارخان» ۸۰ درصد داستان فضایی عاشقانه دارد که در بخشی از تاریخ روایت می شود و آن بخش‌هایی که در آن قصه‌ی عاشقانه به تصویر کشیده شده است، زاییده‌ی فکر من و سایر نویسندگان است. البته در بخش هایی که به زندگی و فعالیت ستارخان می‌پردازد، سعی ما این بوده است که به تاریخ وفادار باشیم.»
ورزی، گویا ژانر جدیدی را در کار آخر خود آزموده است که همان ژانر عاشقانه تاریخی است. این سالها، نمونه‌های بسیاری از این دست، به‌خصوص در مدیوم تلویزیون، به مخاطبان عرضه شد: سریال‌های «در چشم باد»، «مدار صفر درجه» و تازه‌ترین نمونه‌ی آن، «شهرزاد». تمامی این مجموعه‌ها و برخی دیگر با همین الگو ساخته‌ شده‌اند. پس زمینه‌ای تاریخی با حال و هوای عشقی عمیق و اسطوره‌ای.
اما سریال «ایراندخت» تا اینجا یکی دو تفاوت عمده با برخی نمونه‌های موفق دیگر دارد: در آنها، دو شخصیت اصلی داستان، کش و قوسی طولانی و دردناک را تجربه می‌کردند تا به وصال یکدیگر برسند. اما در ایراندخت، مشخص نیست که اصل روایت عاشقانه، میان طبیب و جواهر که هم‌اکنون نیز زن و شوهر هستند،  قرار است رخ دهد، یا بناست پای زوج دیگری به داستان باز شود و اصل روایت عاشقانه سریال، پیرامون آنها شکل بگیرد؟
از آن سو، در دیگر نمونه‌های موفق تاریخی عاشقانه، معمولاً ستاره‌های بسیار معروفی حضور دارند که خود به گرم و گیراتر شدن حال و هوای عاشقانه داستان، بسیار کمک می‌کنند. پارسا پیروزفر، شهاب حسینی، ترانه علیدوستی و ... . اما در این مجموعه، هرچند هنرپیشگان قَدر بسیاری حضور دارند، اما هیچ‌کدام «ستاره» محسوب نمی‌شوند و سریال برای جذب مخاطب، روی طیف طبیعی مخاطبان آن دسته از هنرپیشگان، حسابی نکرده است.
ورزی بیان داشته است که در بخش‌های تاریخی روایت به اصل مستندات تاریخی وفادار بوده است. تا اینجا، جز ارتباط سببی طبیب با وزیری حکومتی، ارتباط معناداری با وقایع تاریخی رخ نداده است. البته با توجه به روند داستان، به‌نظر می‌رسد که نوع ارتباط طبیب سهراب با ستارخان، قرار است گسترش یابد و به یکی از پی‌رنگ‌های مهم داستان بدل شود.
در سه قسمت پخش شده، رابطه عاشقانه و طوفانی طبیب و همسرش به خوبی ترسیم شده است. رابطه ای که با مشکلات فراوان و در برابر مخالفت‌ پدر نامدار جواهر  آغاز شده و اکنون با غیبت طبیب از بستر بیماری کودک درگذشته‌اش، به وخامت گراییده است. آیا در ادامه جواهر به قصدش مبنی بر جدایی جامه عمل می‌پوشاند؟ آیا حضور دختر چریک تبریزی از جرگه‌ی یاران ستارخان، قرار است باری عاطفی به خود بگیرد و رقابتی زنانه را شکل دهد؟
از جهت بستر تاریخی، بحث استنادات درست و متقن، بخشی از وفاداری به تاریخ محسوب می‌شود. بخش دیگر آن وفاداری به زمینه اجتماعی آن تاریخ است. برخی دیالوگ‌ها و ساختارهای زبانی که شخصیت‌ها بر زبان می‌رانند، بسیار امروزی است و قطعاً به نحوه‌ی بیان مردمان دوران اواخر قاجار ارتباطی ندارد. همچنین تصمیم بر طلاق که جواهر چنین به راحتی گرفته، بعید است در جامعه‌ی آن زمان، حتی در ذهنیت مدرن‌ترین مردمان، به این راحتی بدل به تصمیم شود. یا پدر چنین دختری، از آن هم راحت‌تر مقاومت خاصی در برابر این تصمیم صورت ندهد.
با این همه، این نقایص، قابل چشم‌پوشی هستند و در مجموع قسمتهای پخش شده، ما با روایتی یک‌دست با ریتمی مناسب روبرو بوده‌ایم. اتفاقات کلیدی فراوانی رخ داده‌اند و تا حدودی سیر وقایع پیش‌رو را روشن کرده‌اند. مشخص است که فیلمنامه‌ی این اثر، با دقتی قابل قبول توسط محمدرضا ورزی و زهرا عاملی نگاشته شده است. شخصیت‌پردازی‌ها اما تا حدودی نیاز به تبیین بیشتری دارند. شخصیت جواهر، از آن همه عشق و نیاز، با پرشی که حتی با وجود مرگ کودکش، باورپذیر نیست، به نفرتی عمیق انجامیده و دلیل چنین رفتاری را شاید با روشن‌کردن بیشتر گذشته و منش جواهر، بشود توضیح داد. پدر جواهر نیز تا اینجا، تماماً منفی تصویر شده که شاید در ادامه قدری تعدیل شود. شخصیت طبیب نیز، هنوز مشخص نیست که چه تیپ و سبک شخصیتی را داراست. از قول شخصیت‌های فرعی، از حکیم گرفته تا یاران ستارخان و ...، ابراز ارادات فراوانی خطاب به سهراب بیان شده است. اما شخصیت‌پردازی او هنوز معلوم نیست. شخصیتی مقتدر اما عاطفی؟ مسئولیت‌پذیر؟ شاید ترکیبی از تمام اینها که در ادامه بیشتر پذیرفتنی شوند.
اسامی هنرپیشه‌های معروف و موفق بسیاری در تیتراژ این سریال به چشم می‌خورد که هنوز اکثر آنها وارد داستان نشده‌اند. برخی از آنها عبارتند از سام قریبیان، اندیشه فولادوند، سعید نیک‌پور، ایرج راد، بیتا فرهی، حسین پاکدل، ژرژ پطروسی، شکرخدا گودرزی، شایسته ایرانی، آرزو نبوت، زهیر یاری، فرزانه سهیلی، پندار اکبری، فرخ نعمتی، رضا فیاضی، داریوش کاردان، بهزاد خداویسی، فخرالدین صدیق شریف، عزت‌الله مهرآوران، شهراد بانکی، یوسف صیادی و ... .
اما تا اینجا بازی‌های خیلی ویژه و متفاوتی از آنها ندیده‌ایم. البته باید در نظر داشت که ضرورت‌های بازی در نقش‌های تاریخی تا حدودی دست هنرپیشه را در ایفای نقش به نحوی خاص، می‌بندد و شاید با پیشرفت داستان و وقوع اوج و فرودهای دراماتیک، بازی‌ها درخشان تر شوند.
نکته جالب‌توجه دیگر درباره‌ این سریال، اسم زنانه‌ی آن است. رویه‌ای که درباره‌ی حداقل دو سریال معروف این روزها، «شهرزاد» و «گلشیفته» نیز رایج شده است. در مجموع گویا روایتی از منظر زنان، برای مخاطب بسیار جذاب‌تر است تا روایتی که اسمی غیر مرتبط با انسان یا غیرزنانه داشته باشد. اما مشخص نیست که ایراندخت در این سریال، چه کسی است. آیا این اسم، تعبیری نمادین از کلیه دختران ایران زمین است یا قرار است شخصیتی به این نام وارد سریال شود؟ یا شاید یکی از شخصیت‌های حال حاضر داستان، قرار است به نوعی با این نام شناخته شود؟
در مجموع، به‌نظر می‌رسد این سریال تا بدین‌جا، از عواملی بهره‌مند است که توان جذب مخاطب را دارد. باید منتظر ماند و دید که در شب‌های آینده، آیا محمدرضا ورزی و تیم او، خواهند توانست بر جذابیت سریال خود بیفزایند و انتظارات ایجاد شده تا این قسمت را برآورده کنند؟ اگر چنین شود، شاهد یکی از سریال‌های جذاب تاریخی صداوسیما خواهیم بود

## بازیگران
سام قریبیان، اندیشه فولادوند، سعید نیک‌پور، پندار اکبری، بهار ارجمند، ایرج راد، بیتا فرهی، حسین پاکدل، ژرژ پطروسی، شکرخدا گودرزی، شایسته ایرانی، آرزو نبوت، زهیر یاری، فرزانه سهیلی،دريا مقبلى ، فرخ نعمتی، رضا فیاضی، داریوش کاردان، بهزاد خداویسی، فخرالدین صدیق شریف، عزت‌الله مهرآوران، شهراد بانکی، یوسف صیادی، محمد ساربان، مرتضی آقا حسینی، علیرضا علیا، علی خازنی، محسن صادقی نسب، باران زمانی، حمیرا عظیمی، علی زارع، سام مشایخی، قاسم طاهر احمدی، علیرضا دیلمی مسعود رحیم پور، محمد ابهری، حسن کریم‌خان زند، ماهان عابدی، اسدالله یکتا و (با حضور) حسین مسافر آستانه، مسعود آب پرور، صدرالدین شجره و… (بازیگران خردسال)مریم عجمی نیکان نیک ابدی، علی‌محمد خدمتی، مانی آریافر، آریا خرم‌نژاد، رها عربگری ، محبت اله مجاهدی

## عوامل تولید
کارگردان : محمدرضا ورزی، تهيه كننده : مصطفی شريفى، مجری طرح و مشاور تهیه‌کننده: فرزاد صفایی‌زاده، پشتیبان تولید: کامران شهریوری، مشاور پژوهشی و تاریخی: دکتر موسی فقیه حقانی، نویسندگان: محمدرضا ورزی، زهرا عاملی، با همکاری سمیه تاجیک و هیلدا تهرانی، مشاور فیلمنامه: سعید نیکپور، دستیار اول کارگردان: محسن صادقی نسب، منشی صحنه: گلنوش انتظامى، مدیر تولید:حسین باقریان، موسیقی:کامبیز روشن روان، خواننده: سالار عقیلی، تدوین: مستانه مهاجر، طراح بدل‌کاری: علیرضا فتحی، جلوه‌های ویژه بصری: فرشاد والایی، طراح گریم: شهرام خلج. طراح صحنه و دکور : علی شایانفر